# Kozjatyn
Koziatyn (ukrainsk: Козятин; også kaldet Kozyatyn, polsk: Koziatyn, russisk: Каза́тин) er en by i Vinnytsja oblast (provins) i det centrale Ukraine. Den fungerer som administrativt centrum i Koziatyn rajon (distrikt), men byen selv er ikke en del af distriktet og er særskilt regnet som By af regional betydning , og ligger 75 km fra oblasthovedstaden, Vinnytsja omkring 150 km fra Kyiv, Ukraines hovedstad. Den ligger på bredden af floden Hujva.
Byen har 22.241 (2022) indbyggere.

## Historie
Den polsk-litauiske realunion 1734–1793

 Det Russiske Kejserrige 1793–1917

 Ukrainske SSR 1920–1922

 Sovjetunionen 1922–1991

 Ukraine 1991–present
Landsbyen Koziatyn blev første gang nævnt i 1734. Byen blev grundlagt i forbindelse med opførelsen af jernbanen fra Kyiv til Østersøen. Koziatyn blev en by i Berdytjiv rajon i Berdytjiv i Kyiv guvernementet, den 7. juli 1874. I april 1920, under Den polsk-sovjetiske krig, blev byen indtaget af polske styrker i det, der blev kendt som Slaget om Koziatyn. I 1923 blev Koziatyn distriktscenter for Berdychev okrug. Få år senere blev distriktet indlemmet i Vinnitsa oblast. Under Anden Verdenskrig var Koziatyn under tysks besættelse fra 15. juli 1941 til 28. december 1943. Den blev administreret som en del af Reichskommissariat Ukraine fra 1. september 1941 til 28. december 1943.

## Galleri
- Hovedindgangen til Koziatyn jenbanestation.
- View from platform.
- Koziatyn jenbanestation efter genopbygningen 2011-2012.
- Huse i byen
- Lokomotiv L-2309.